# Trox lutosus
Trox lutosus är en skalbaggsart som beskrevs av Thomas Marsham 1802. Trox lutosus ingår i släktet Trox och familjen knotbaggar. Inga underarter finns listade i Catalogue of Life.